# Сюй Цайхоу
Сюй Цайхоу (кит. упр. 徐才厚, пиньинь Xú Cáihòu; июнь 1943, Вафандянь, провинция Фэнтянь — 15 марта 2015, Генеральный госпиталь НОАК, Хайдянь) — китайский военачальник и политический деятель, генерал-полковник, коррупционер. Член Политбюро ЦК КПК (2007—2012), секретарь ЦК (2002—2007), заместитель председателя Центрального военного совета Китая (с 2004/2005 по 2012/2013, член с 1999 года). Арестован в 2014 г. — см. Новая банда четырёх.
Член Коммунистической партии Китая с апреля 1971 г. по июнь 2014 года (исключён), член ЦК КПК 15 созыва, член Секретариата ЦК КПК 16-го созыва, член Политбюро ЦК КПК 17-го созыва.

## Биография
Родился в городе Вафандянь вблизи Даляня провинции Ляонин. По национальности ханец. С августа 1963 года на службе в Народно-освободительной армии Китая. Окончил инженерно-электронный факультет Харбинского военно-инженерного института, где учился с 1963 по 1968 год.
- С 1982 по 1983 год — начальник отдела кадров.
- С 1983 по 1984 год — заместитель начальника Политуправления Цзилиньского провинциального военного округа НОАК.
- С 1984 по 1985 год — начальник отдела по работе с массами Политуправления Шэньянского военного округа НОАК.
- С 1985 по 1990 год — начальник Политуправления, с 1990 по 1992 год политкомиссар 16-й армейской группы Сухопутных войск НОАК.
- С 1992 по 1993 год — помощник начальника, с 1993 по 1996 год заместитель начальника Главного политического управления НОАК.
- С 1992 по 1994 год — директор газеты «Цзефанцзюнь бао» («Освободительная армия»).
- С 1996 по 1999 год — политкомиссар, секретарь парткома Цзинаньского военного округа НОАК.
- С 1999 по 2002 год — первый заместитель начальника и заместитель секретаря парткома Главного политического управления НОАК, с 2000 по 2002 год — секретарь Комиссии по проверке дисциплины Центрального военного совета.
- С 2002 по 2004 год — начальник и секретарь парткома Главного политического управления НОАК.
- С 2004 по 2012 год заместитель председателя Военного совета ЦК КПК, с 2005 по 2012 год заместитель председателя Центрального военного совета КНР[4].

Являлся членом Постоянного комитета Президиума 17-го Всекитайского съезда КПК созыва 2007 года.
15 марта 2014 года Сюй Цайхоу был взят под стражу прямо с больничной койки в госпитале Пекина, где лечился от рака. Одновременно задержаны его жена, дочь и личный секретарь. В ходе расследования было установлено, что Сюй и члены его семьи, злоупотребляя служебным положением, получали взятки за оказание помощи взяткодателям в повышении по службе и действовали в интересах третьих лиц, тем самым серьезно нарушили партийную дисциплину. По данным СМИ, как сообщает ТАСС, «при обыске в его доме были найдены внушительные „валютные запасы“ — более тонны долларов, евро и юаней. Кроме того, в обширном подвале обнаружили несколько центнеров отборного нефрита и коллекцию редкого антиквариата. Для того чтобы вывезти конфискованное имущество, понадобилось более десятка грузовиков».
30 июня на заседании Политбюро ЦК КПК под председательством председателя КНР, генерального секретаря ЦК КПК и председателя Центрального военного совета КНР Си Цзиньпина Сюй Цайхоу был исключён из КПК по результатам расследования Комиссии Центрального военного совета по проверке дисциплины, лично одобренного Си Цзиньпином, установившего, что Сюй и члены его семьи брали взятки, помогая отдельным офицерам в продвижении по службе. Сюй Цайхоу был причислен к группировке, получившей название «Новая банда четырёх».
Дело передано в органы военной прокуратуры. Прекращено в марте 2015 года — в связи с кончиной Сюй Цайхоу.

## Награды
- Орден Дружбы народов (11 июля 2012 года, Белоруссия) — за большой личный вклад в развитие и укрепление дружественных отношений и военно-политического сотрудничества между Республикой Беларусь и Китайской Народной Республикой[15][16].